# Phyllodytes brevirostris
Phyllodytes brevirostris är en groddjursart som beskrevs av Peixoto och Cruz 1988. Phyllodytes brevirostris ingår i släktet Phyllodytes och familjen lövgrodor. IUCN kategoriserar arten globalt som otillräckligt studerad. Inga underarter finns listade i Catalogue of Life.